# أندرو ألكسندر (منتج أفلام)
أندرو الكسندر (بالإنجليزية: Andrew Alexander)‏ هو منتج أفلام بريطاني، ولد في 1944 في لندن في المملكة المتحدة.

## وصلات خارجية
- أندرو الكسندر على موقع IMDb (الإنجليزية)
- أندرو الكسندر على موقع قاعدة بيانات الفيلم (الإنجليزية)